# الأمة (جريدة)
جريدة الأمة بمصر تصدر عن حزب الأمة الديمقراطي بموافقة المجلس الأعلى للصحافة، أسسها الراحل أحمد الصباحي رئيس حزب الأمة، عام 1983، وصدرت الجريدة أسبوعياً لمدة دامت 26 عاماً، و توقفت الجريدة عن الصدور لمدة 8 سنوات بسبب الأزمات المادية التي لاحقت الجريدة، ثم عادت الجريدة عام 2017  ليرأس تحريرها الكاتب الصحفي سعيد زينهم، كما يرأس مجلس إدارة الجريدة المستشار ماهر مهنا، الأمين العام لحزب الأمة.
وبحلول عام 2021 تمت إعادة هيكلة الهيئة التحريرية للجريدة، حيث تم تعيين الكاتبة الصحفية إيمان منصور، رئيساً لتحرير الجريدة .